# Aegle petroffi
Aegle petroffi là một loài bướm đêm trong họ Noctuidae.